# 가장 위험한 해
《가장 위험한 해》(영어: The Year of Living Dangerously)는 1982년 개봉한 오스트레일리아의 로맨틱 드라마 영화이다. 피터 위어가 감독과 공동 각본을 맡았으며, C.J. 코시의 동명 소설이 원작이다. 1960년대 중반 인도네시아에서 수카르노 대통령이 축출되고 신질서 전환이 시작되던 시기를 배경으로 하고 있다.
제목은 수카르노가 1964년 독립기념일 연설에서 인용하면서 유명해진 표현에서 따온 것이다.

## 줄거리
오스트레일리아 방송국 초보 특파원 가이는 자카르타에 파견되어 수카르노 정권, 인도네시아 공산당(PKI), 보수 성향 무슬림이 대다수인 인도네시아군 취재 경쟁에 끼어든다.
가이는 명민하고 도덕심이 깊은 왜소증 중국계 오스트레일리아인 빌리를 알게 된다. 가이를 마음에 들어한 빌리는 가이가 정치계 주요 인사들을 인터뷰할 수 있게 주선하고, 영국 대사관 비서 질에게도 소개 시킨다.
중국공산당이 PKI를 무장시키고 있다는 걸 알게 된 가이는 무기가 자카르타에 도착했을 때 벌어질 공산당 반란을 취재하고자 한다. 수카르노의 실정에 분노한 빌리는 수카르노의 경제 정책을 비난하는 문구를 쓴 천을 호텔 인도네시아 건물벽에 내걸었다가 경비에 의해 창문 밖으로 내던져져 즉사한다.
여전히 특종을 찾는 가이는 육군 장군들이 점령한 이스타나 메르데카에 갔다가 한 육군 장교에게 맞아 망막 박리를 겪는다. 육군은 공산당의 국가 전복 시도(G30S; Gerakan 30 September) 진압을 빌미로 무차별 국민 처형에 들어간다.
가이는 자카르타를 떠나는 마지막 비행기에 올라 질과 재회한다.

## 출연

### 주연
- 멜 깁슨 - 가이 해밀턴 역
- 시고니 위버 - 질 브라이언트 역

### 조연
- 빌 커 - 헨더슨 대령 역
- 마이클 머피 - 피트 커티스, 미국 특파원 역
- 린다 헌트 - 빌리 콴 역
- 노엘 페리어 - 월리 오설리번 역
- 벰볼 로코 - 쿠마르, PKI 당원인 가이의 조수 겸 운전사 역
- 폴 손킬라 - 케빈 콘던 역
- 도밍고 란디초 - 하르토노 역

## 기타 제작진
- 미술: 허버트 핀터
- 의상: 테리 라이언